# Fosse no 2 des mines de Vicoigne
La fosse no 2 dite Évrard de la Compagnie des mines de Vicoigne est un ancien charbonnage du Bassin minier du Nord-Pas-de-Calais, situé à Raismes. La fosse Évrard est mise en chantier en même temps que la fosse le Bret par la Compagnie de l'Escaut. Cette dernière s'associe avec les Compagnie de Cambrai et de Bruille pour former la Compagnie de Vicoigne. Le terril no 219, Vicoigne no 2, est édifié au sud-ouest du carreau de fosse. Deux corons sont bâtis de part et d'autre de l'entrée de la fosse. Cette dernière cesse rapidement d'extraire à cause de la proximité des puits entre eux. La fosse est détruite durant la Première Guerre mondiale, elle est ensuite reconstruite avec des installations plus modestes.
La Compagnie des mines de Vicoigne est nationalisée en 1946, et intègre le Groupe de Valenciennes. Elle assure l'aérage de la fosse no 3, puis celui de la fosse Sabatier des mines d'Anzin, jusqu'en 1980, date à laquelle le puits est remblayé. Les installations sont ensuite détruites.
Un sondage de décompression est exécuté près du puits en 1990. Au début du XXIe siècle, Charbonnages de France matérialise la tête de puits no 2. Le terril est un espace vert, les deux corons ont été rénovés. Les seuls vestiges de la fosse sont les deux piliers du portail d'entrée.

## La fosse

### Fonçage
La fosse Évrard est ouverte en 1839 par la Compagnie de l'Escaut, dans le hameau de Vicoigne à Raismes, ainsi que la fosse Le Bret. Cette même année, les compagnies de Cambrai et de Bruille ouvrent respectivement les fosses Boitelle et Ewbank dans le même hameau. L'administration des Mines parvient à convaincre les dirigeants des compagnies de s'unir, et ceux-ci fondent la Compagnie des mines de Vicoigne, une situation similaire entraîne la création de la Compagnie des mines d'Azincourt par la fusion de quatre sociétés.
L'ordonnance du 12 septembre 1841 institue la concession de Vicoigne, sur une superficie de 1 320 hectares. Les fosses Boitelle, Évrard, Ewbank et Le Bret deviennent alors respectivement les fosses nos 1, 2, 3 et 4 des mines de Vicoigne,.
La fosse no 2 est située à 200 mètres de la limite sud de la concession de Vicoigne, et à 360 mètres de son angle sud-est. L'orifice du puits est situé à l'altitude de 25 mètres. Le terrain houiller est atteint à la profondeur de 100 mètres ou à 102 mètres, un peu au sud de l'affleurement du premier plat de Saint-Joseph.

### Exploitation

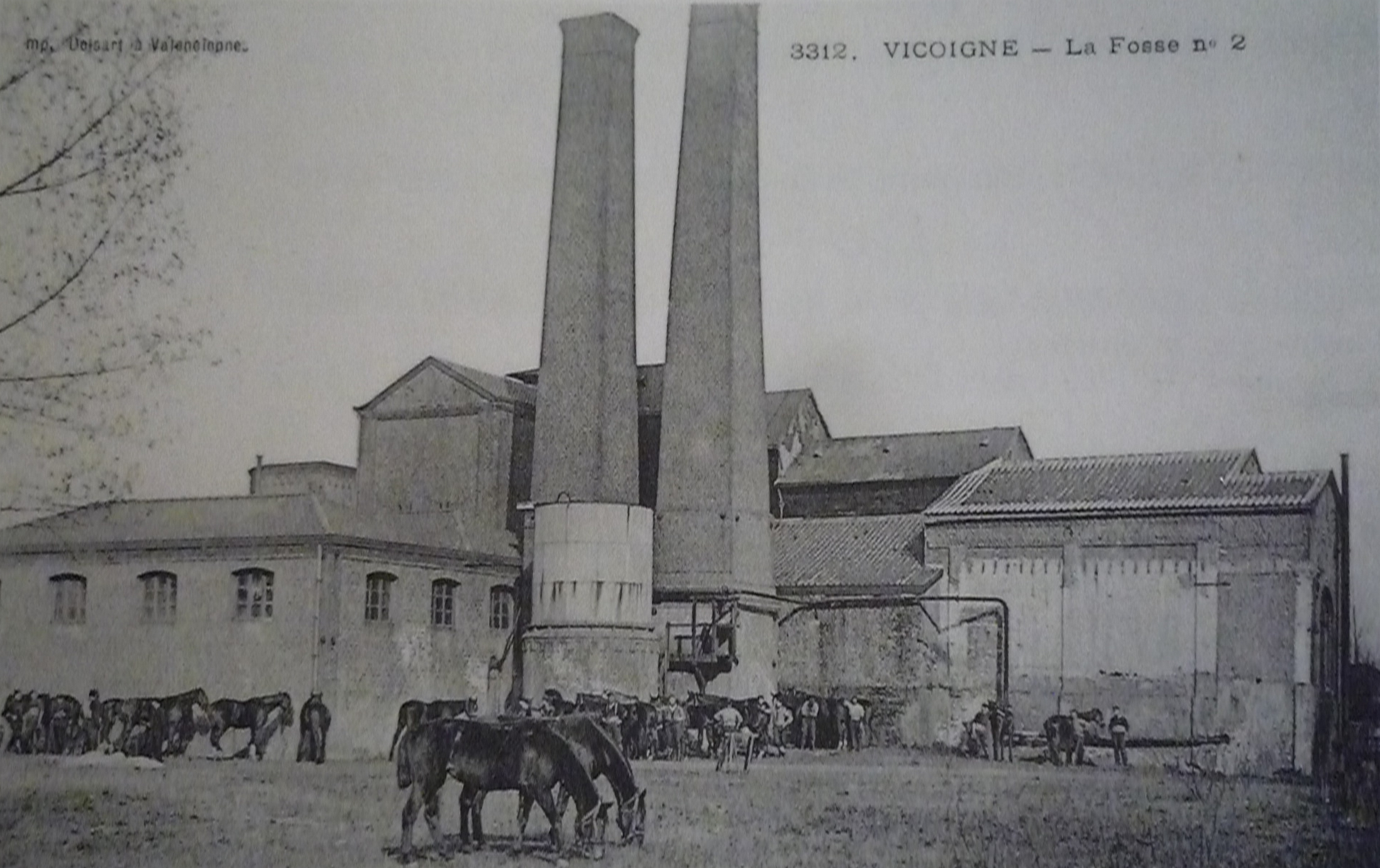
La fosse no 2 avant la guerre.

La fosse no 2 est située à 1 117 mètres au sud de la fosse no 1, à 461 mètres au sud-ouest de la fosse no 3 et à 1 187 mètres au sud-ouest de la fosse no 4.
Dans les années 1880, au niveau de 204 mètres, une galerie de reconnaissance a été exécutée en direction du sud, à 1 350 mètres au couchant de la fosse, à partir du premier plat de Burny. Elle a successivement traversé Saint-Joseph en plat, Saint-Joseph en droit, Burny en droit et Burny en plat. Ce second plat de Burny est assez ondulé, et a été rencontré deux fois par la galerie, quant au second plat de Saint-Joseph, il passe en cet endroit, au-delà de la limite, dans la concession d'Anzin. C'est encore du premier plat de Burny, à 1 600 mètres au couchant de la fosse, au niveau de 244 mètres, que l'on a fait partir le grand recoupage, destiné à explorer, dans cette région, la zone située au sud du cran de Vicoigne. La houille est extraite à 260 mètres de profondeur en 1888, mais la relative proximité des quatre fosses entre elles cause l'arrêt de l'exploitation au puits no 2, qui assure ensuite l'aérage.
La fosse est détruite durant la Première Guerre mondiale, elle est reconstruite avec des installations plus modestes.
La Compagnie des mines de Vicoigne est nationalisée en 1946, et intègre le Groupe de Valenciennes. Elle continue d'assurer l'aérage pour la fosse no 3, puis pour la fosse Sabatier des mines d'Anzin, sise à 2 978 mètres à l'est, jusqu'en 1980, date à laquelle le puits no 2, profond de 242 mètres, est remblayé. Les installations sont ensuite détruites.

### Reconversion
Un sondage de décompression est exécuté à 25 mètres au sud-sud-ouest du puits no 2 du 26 avril au 16 juin 1990, et est arrêté à la profondeur de 112,50 mètres dans une galerie haute de 2,70 mètres,. Au début du XXIe siècle, Charbonnages de France matérialise la tête de puits. Le BRGM y effectue des inspections chaque année. De la fosse, il ne subsiste plus que les deux piliers du portail d'entrée.

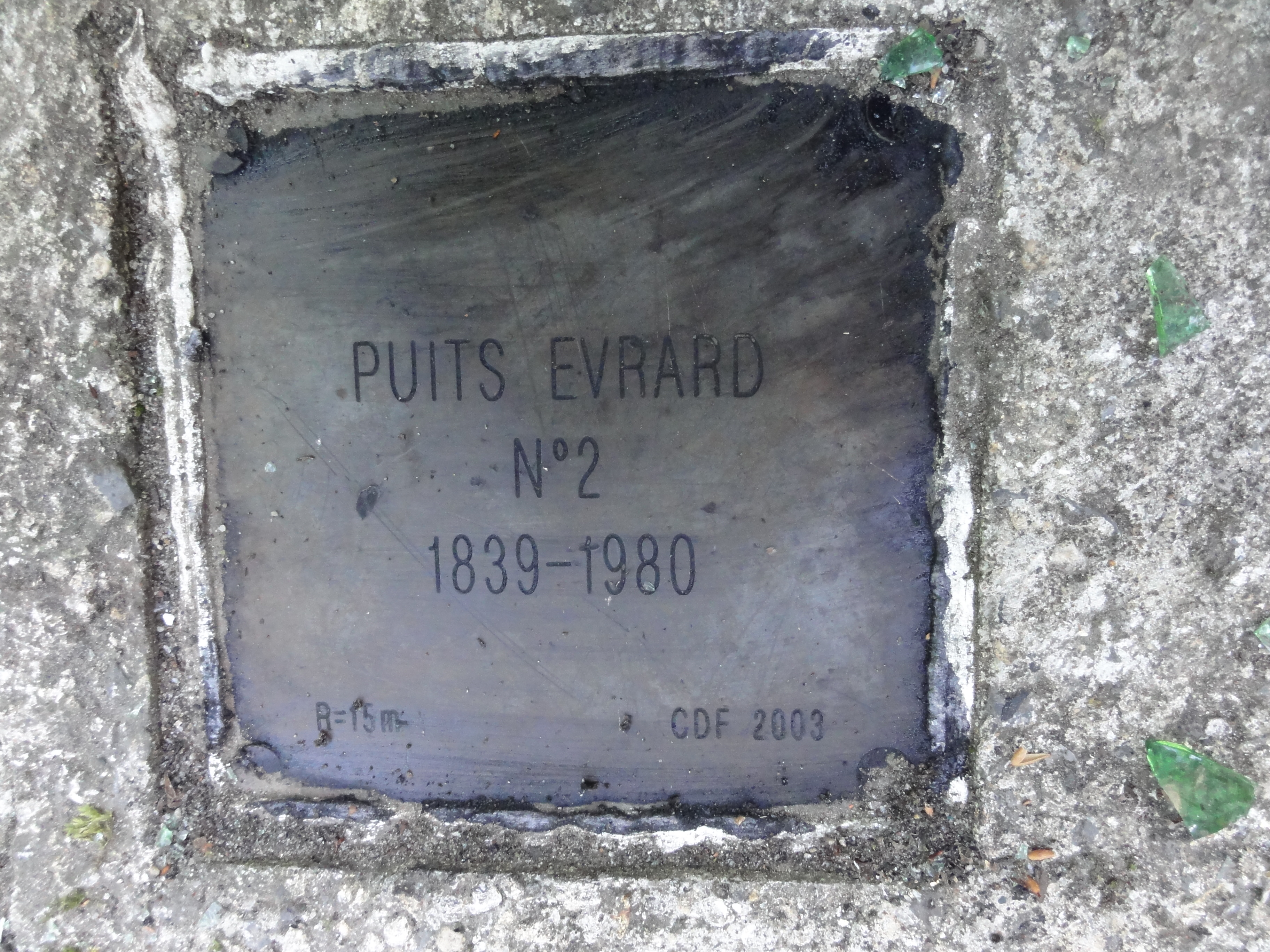
Puits Évrard no 2, 1839 - 1980.
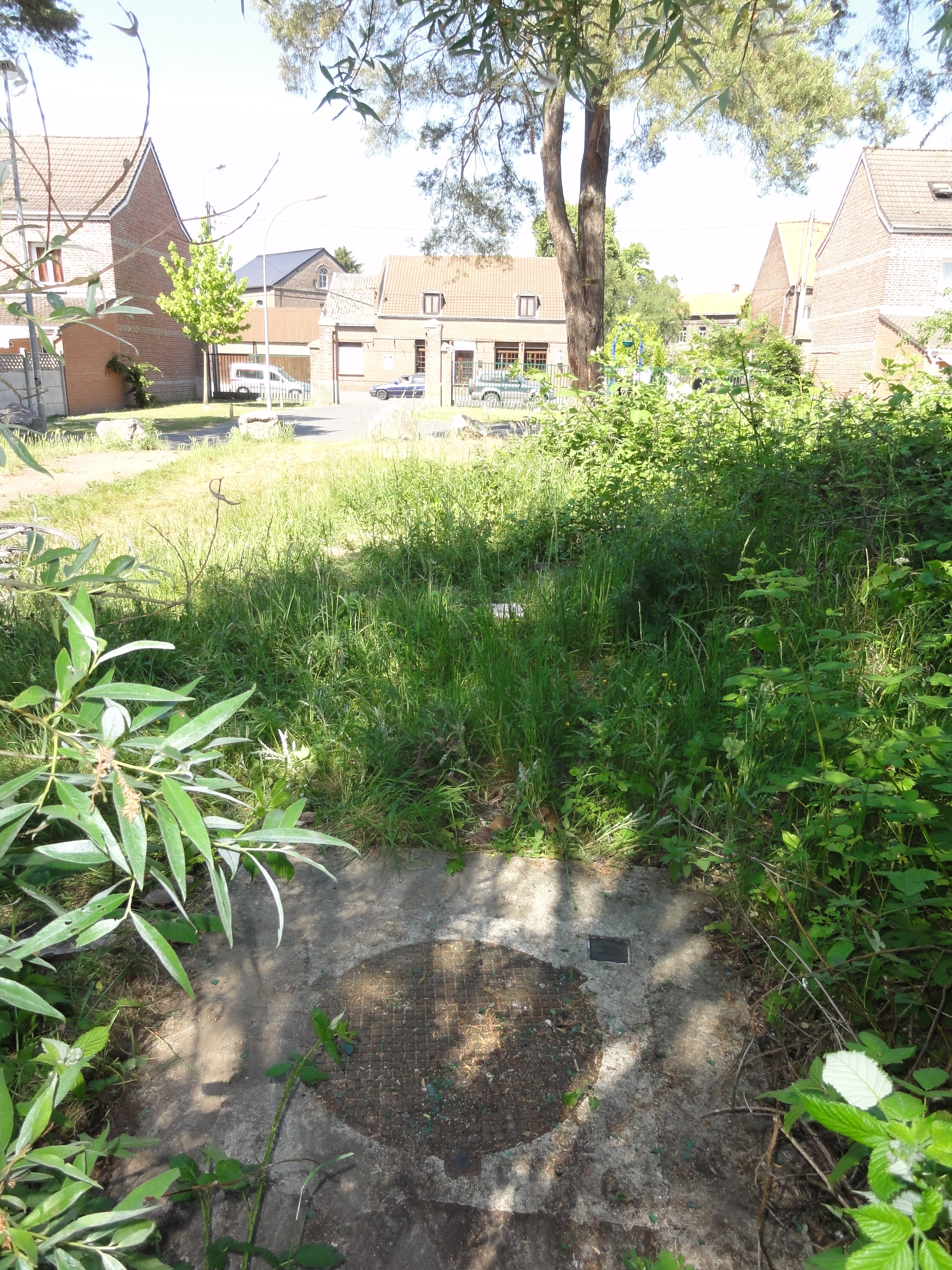
Le puits no 2 dans son environnement.
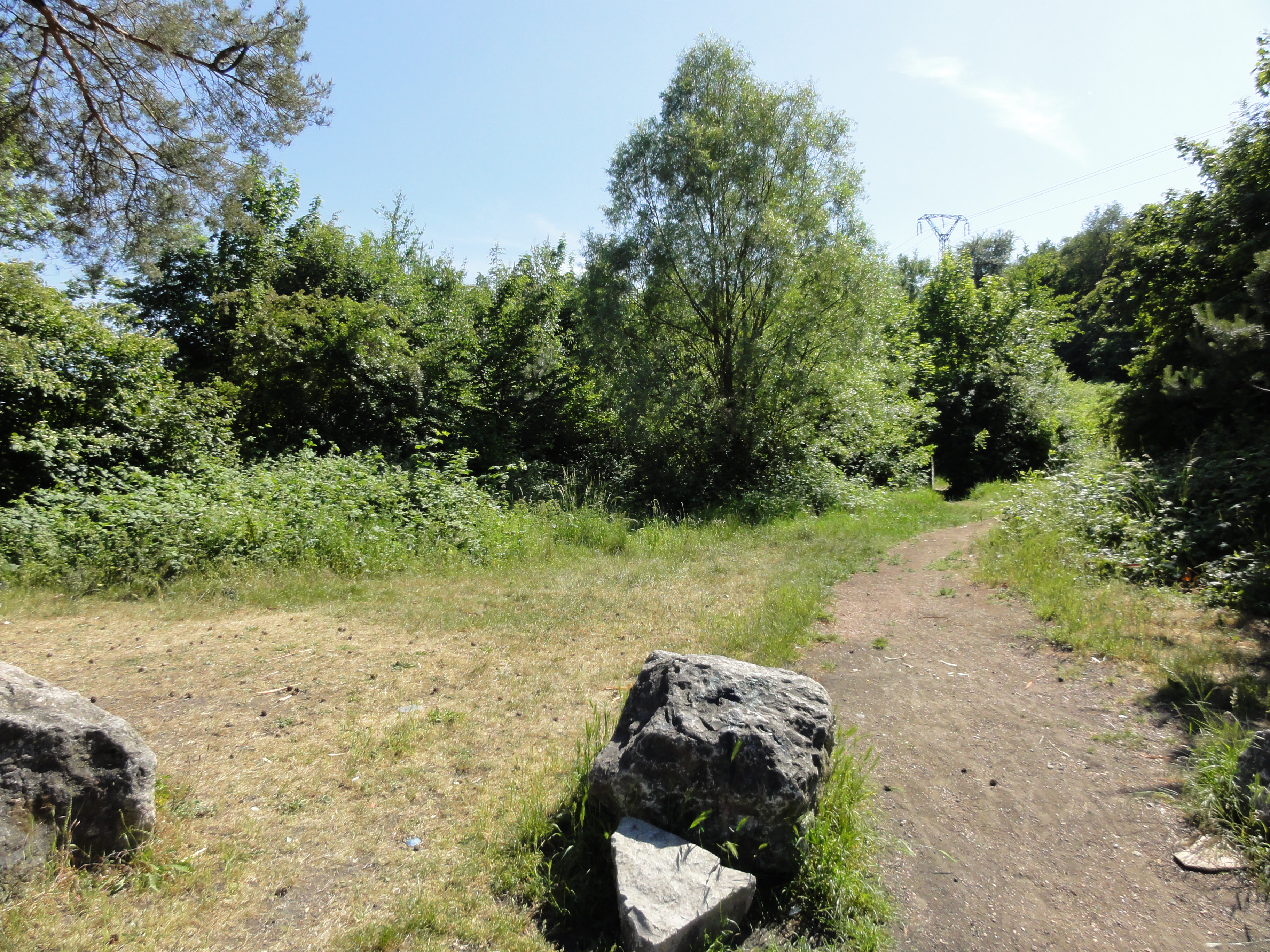
Le carreau de fosse.
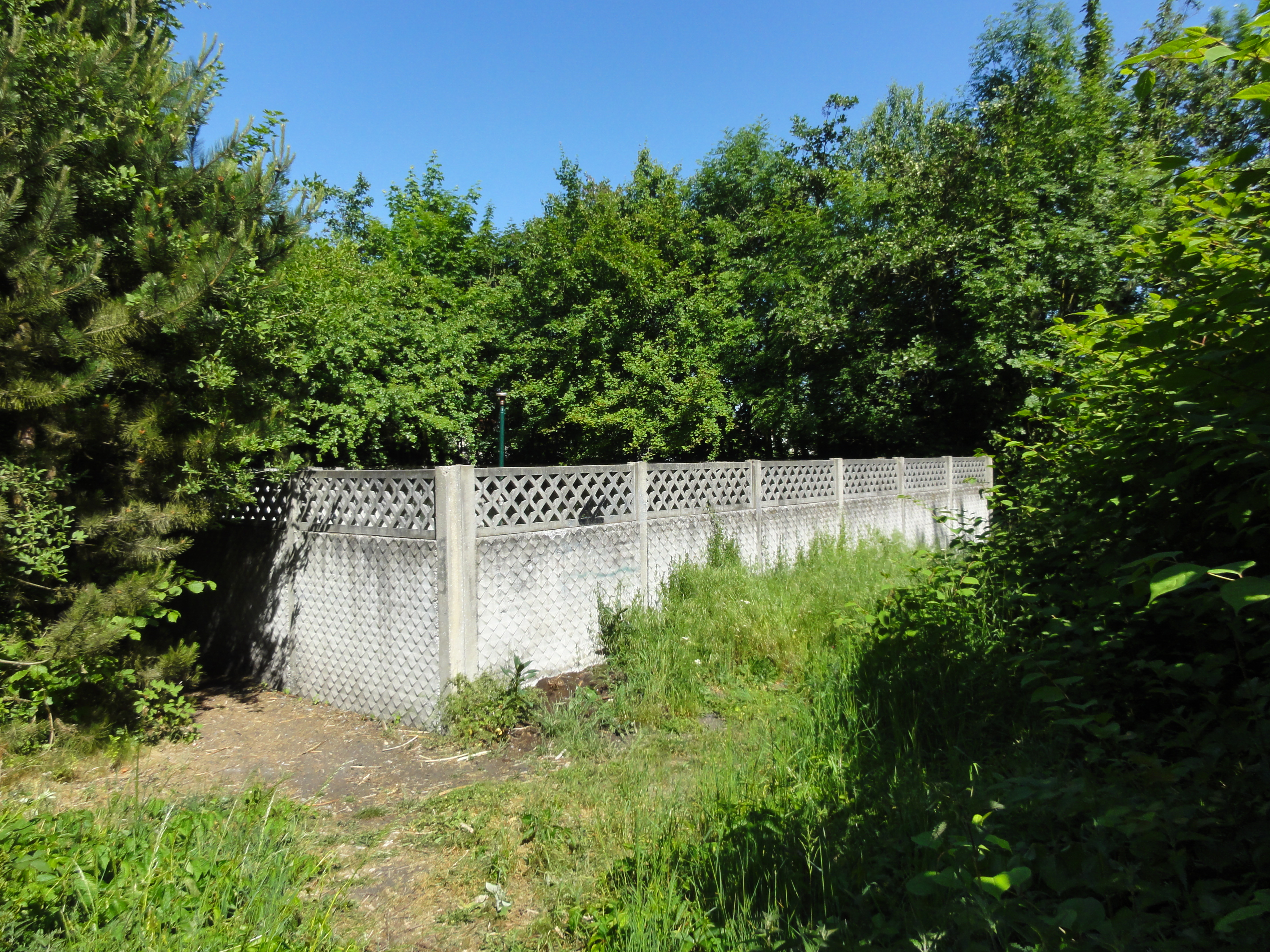
Le sondage de décompression.
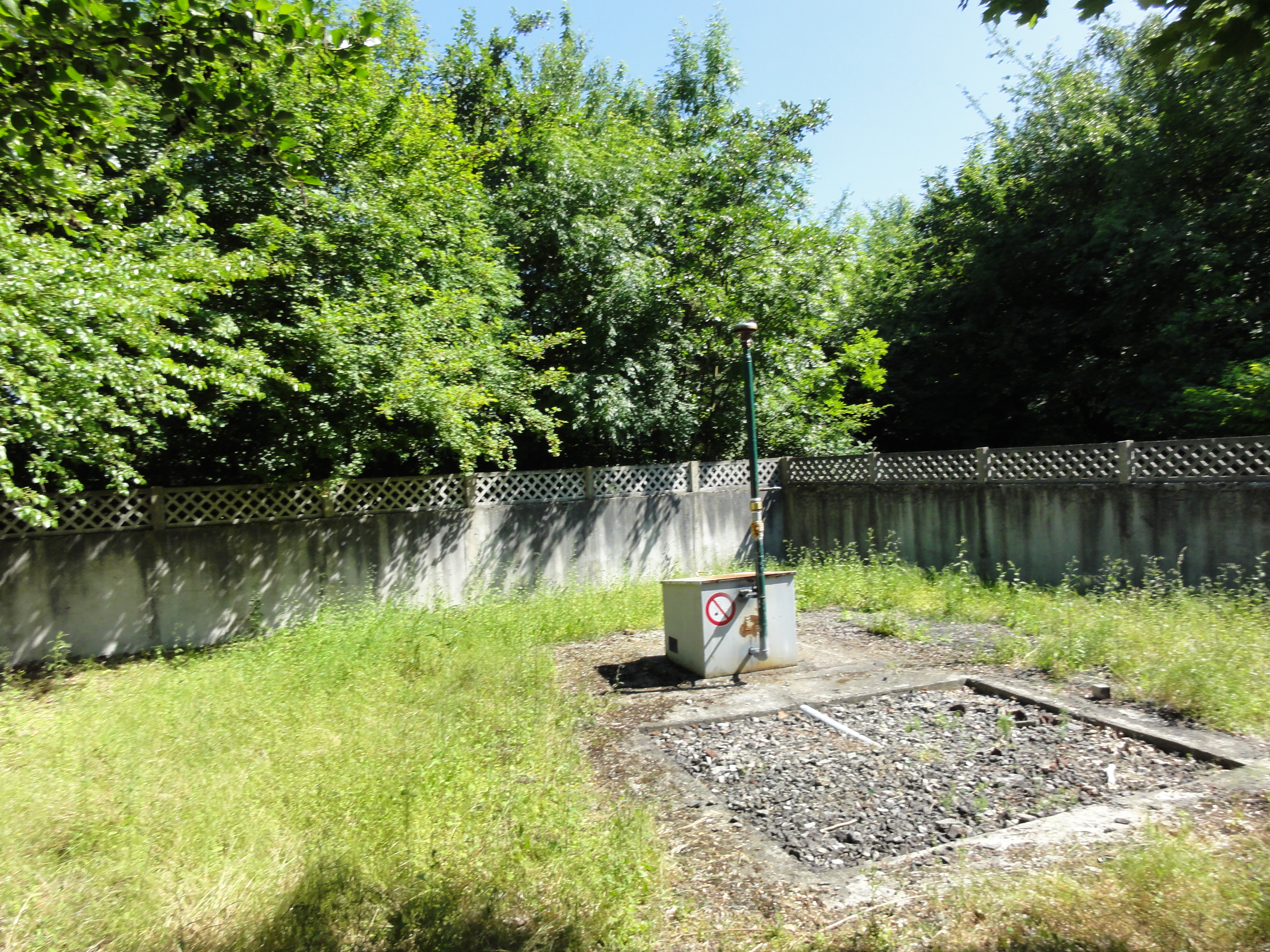
Le sondage de décompression.
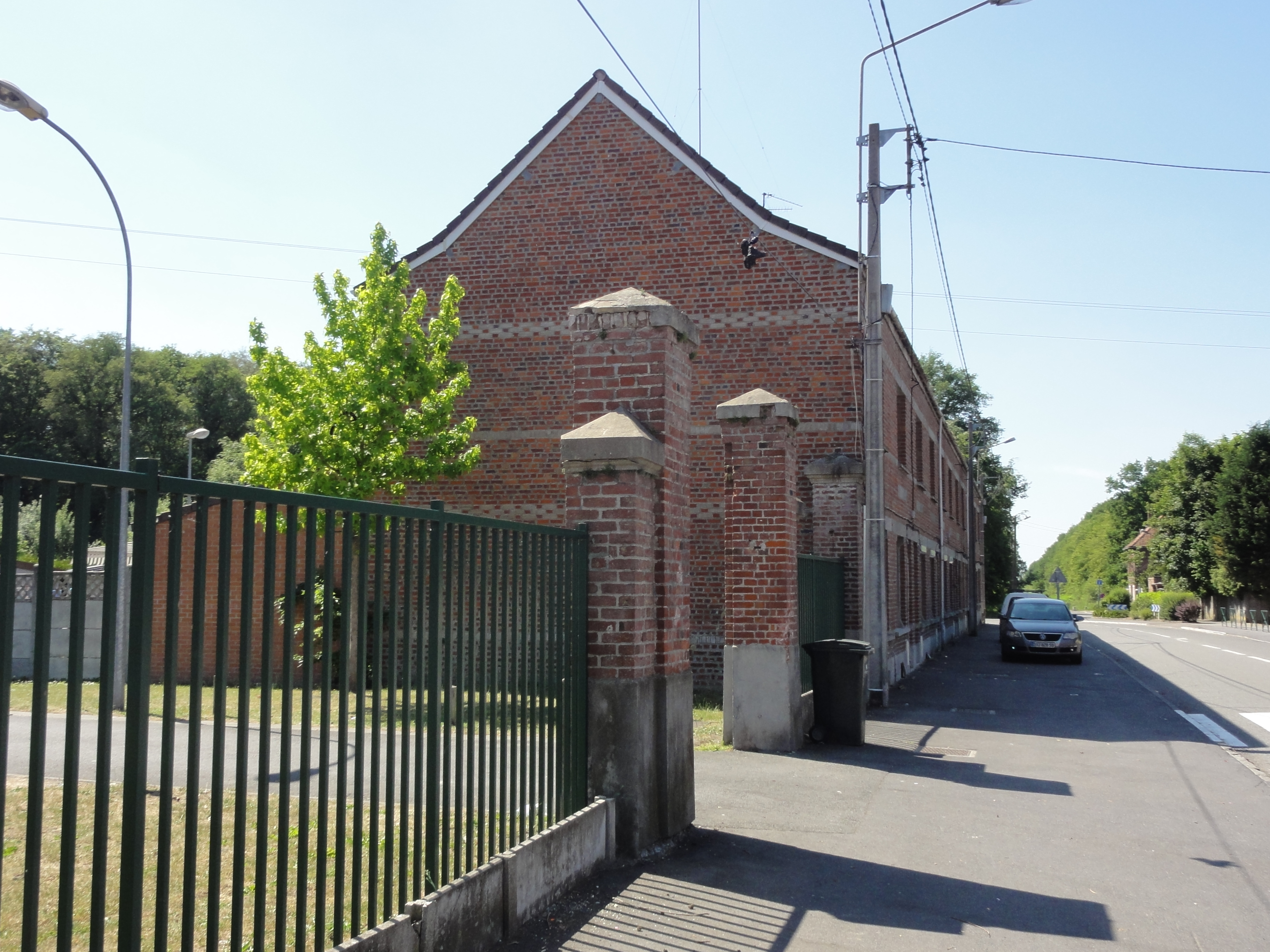
Les deux piliers.

## Le terril

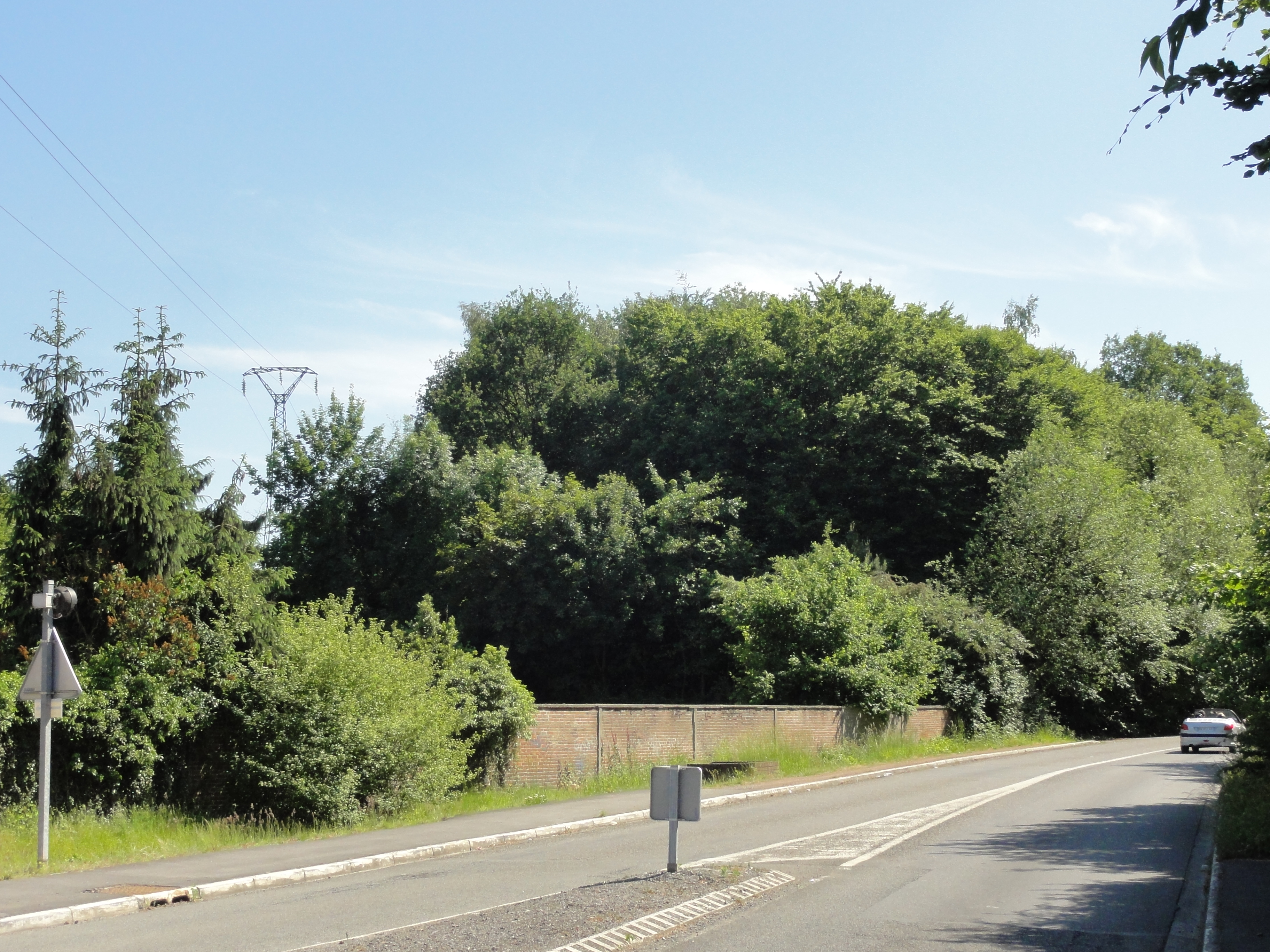
Le terril Vicoigne no 2.

50° 24′ 05″ N, 3° 27′ 29″ E
Le terril no 219, Vicoigne no 2, situé à Raismes, est le terril de la fosse no 2 des mines de Vicoigne. Il est plat, de petite taille, et entièrement boisé,.

## La cité
Deux corons ont été bâtis de part et d'autre de l'entrée de la fosse no 2.

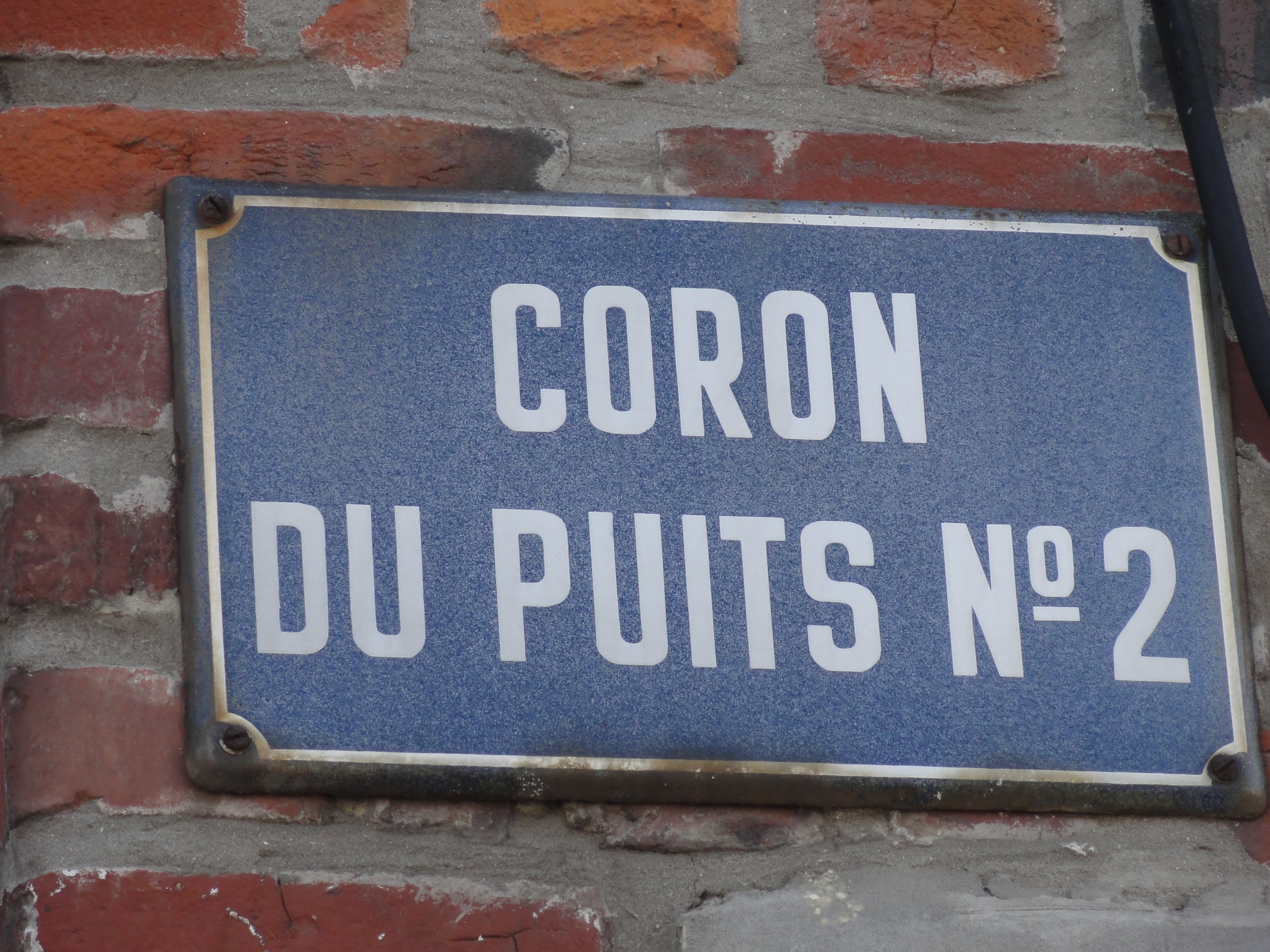
Coron du puits no 2.
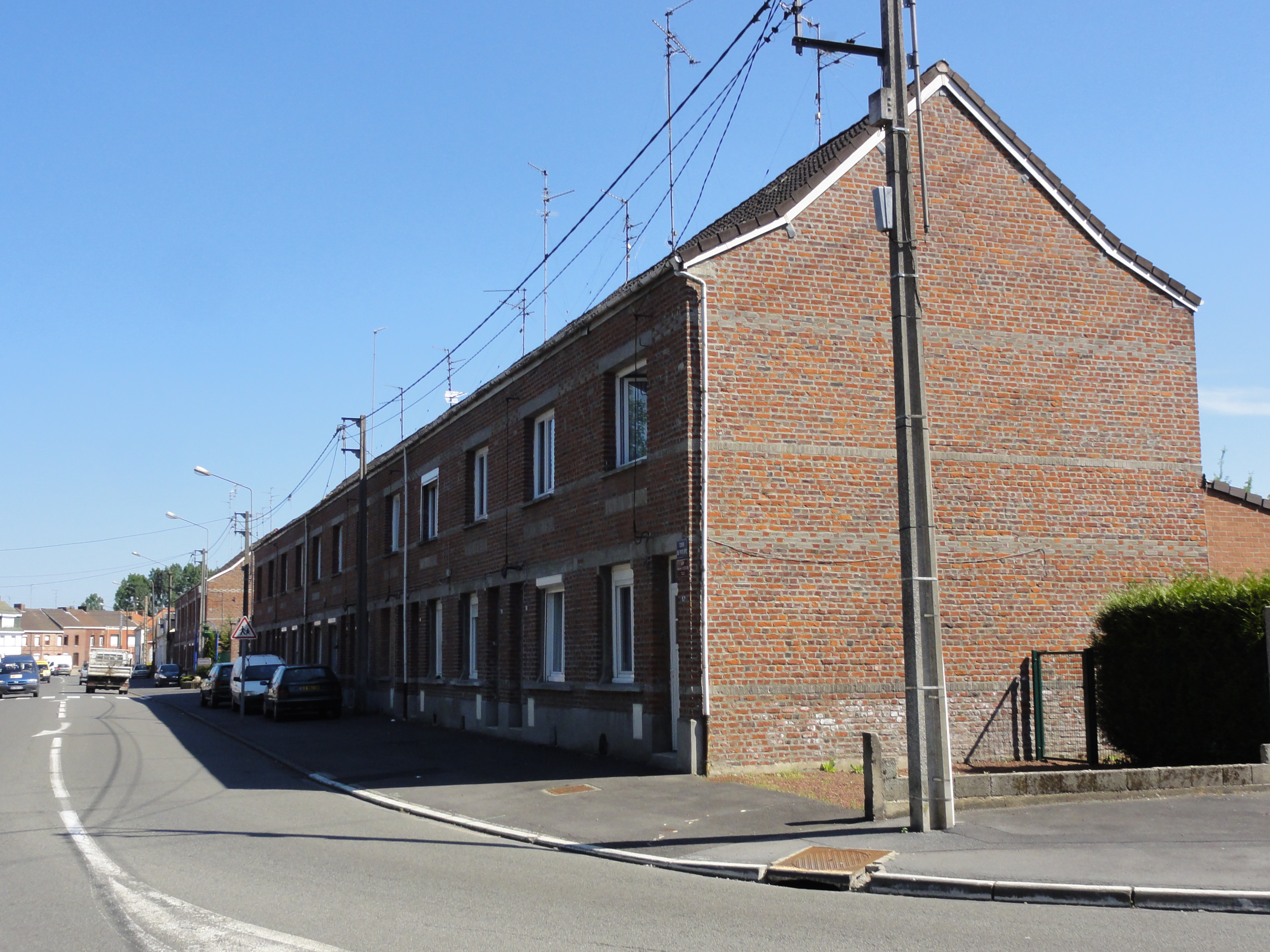
Les corons.
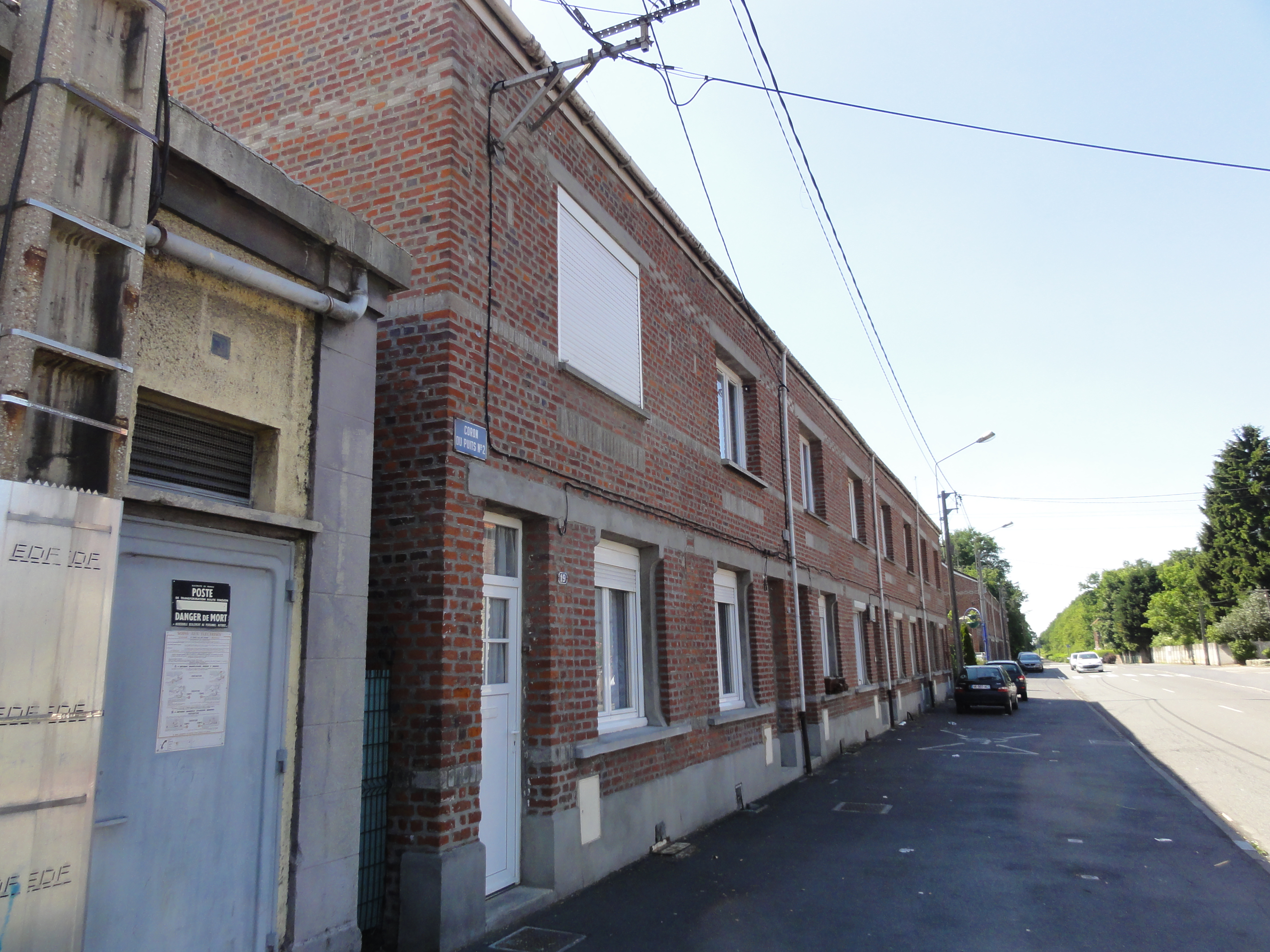
Les corons.
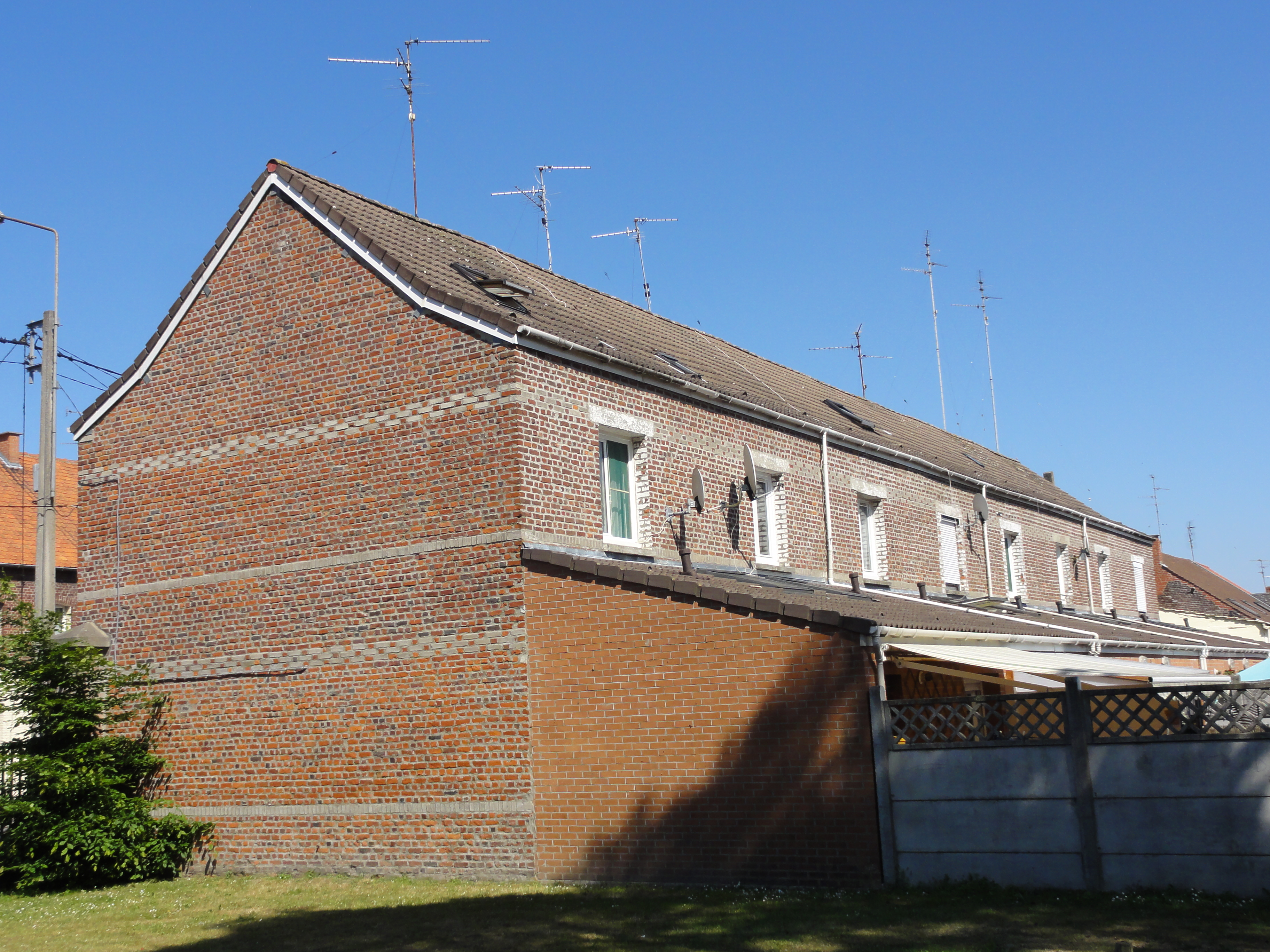
Un des corons vu depuis le carreau de fosse.
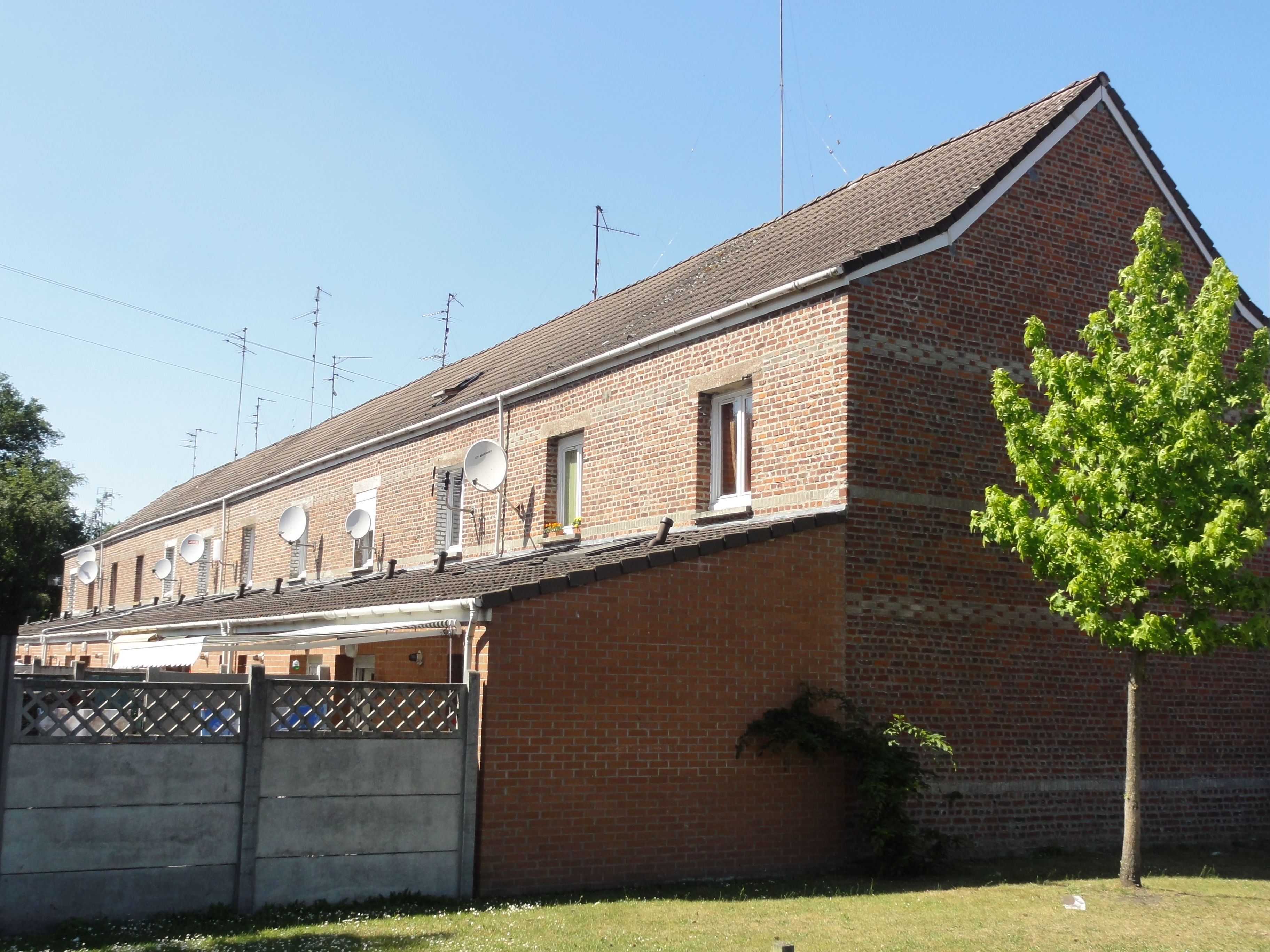
L'autre coron vu depuis le carreau de fosse.